# 高麗版大般若経 (安国寺)
安国寺本高麗版大般若経（こうらいばんだいはんにゃきょう）は長崎県壱岐市の安国寺に伝わる仏教経典。現存する高麗版大般若経の一つ。日本の重要文化財に指定されている。

## 概要
壱岐安国寺の大般若経は、高麗国 金海府戸長の許珍寿が大願をたて、その祈祷のために600巻を摺写し、西伯寺に寄進されたものだと安国寺で伝えられている。
安国寺本は591帖が重要文化財に指定され、内訳は版木から刷られた高麗初雕本が219帖、日本で補写された写本が372帖となっている。高麗初雕本には契丹の重熙15年（1046年）の奥書を有する。1420年長崎県東彼杵郡川棚町の長浜大明神に1部600巻として寄進され、1486年に出羽立石寺の如円坊の献上により、安国寺に持ち込まれている。1975年6月12日重要文化財に指定され、翌1976年（昭和51年）から1977年（昭和52年）にかけ948万円をかけて保存修理を行った。(「壱岐国安国寺」より(安国寺発行))。仏教文化史、印刷文化史、日朝交流史などの資料として貴重な文化財である。

## 盗難
1994年7月23日に493帖が宝物殿から盗まれていることが発覚した。残りは他の場所で展示しており無事だった。
1995年にしみや汚れ、巻末の署名などが酷似したもの3帖が韓国で「発見」され、韓国の国宝284号に指定された。日本の外務省が1998年に韓国政府に対して調査を依頼したが、個人所有であるとして返還が認められなかった。所有者は、コリアナ化粧品（코리아나화장품）会長で韓国博物館会会長の兪相玉（유상옥、ユ・サンオク）である。
盗難の公訴時効は、2001年7月23日に成立している。
この問題は、2011年4月22日の衆議院外務委員会でも取り上げられ、外務大臣は韓国政府に調査を依頼すると答弁。日本の外務省は同月末に、韓国外交通商部に対し、1994年に安国寺から盗まれた「高麗版大般若経」と、2002年に鶴林寺から盗まれた「阿弥陀三尊像」について、韓国内流入の事実確認や詳しい経緯の再調査を要請した。
なお、対馬の長松寺には安国寺版と同版とみられる高麗版大般若経（紙本、折本装、586帖、高麗初雕版系）があり、2011年6月27日、重要文化財に指定された（長崎県立対馬歴史民俗資料館に寄託）